# Tracy Grandstaff
Tracy Grandstaff est une actrice et scénariste américaine.

## Filmographie

### Comme actrice
- 2005 : MTV Presents: Xbox, the Next Generation Revealed (TV)
- 1995 : Beavis and Butt-Head Do Christmas (TV) : Daria Morgendorffer / Mrs. Stevenson / Cassandra (voix)
- 1997-2002 : Daria (TV) : Daria Morgendorffer (voix)
- 2000 : Daria : Vivement la rentrée (Is It Fall Yet?) (TV) : Daria Morgendorffer (voix)
- 2002 : Daria : Adieu le lycée (Is It College Yet?) (TV) : Daria Morgendorffer (voix)

### Comme scénariste
- 1998 : Comedy Central's Hi Fi Party (TV)
- 1999 : MTV Video Music Awards 1999 (TV)
- 2000 : The Tom Green Show (série TV)